# ISAAC Instruments
Pour les articles homonymes, voir Isaac (homonymie).
 (novembre 2015).
ISAAC Instruments est une entreprise canadienne qui conçoit et fabrique des solutions technologiques destinées aux parcs de camions et aux parcs mixtes d’équipements miniers.

## Historique
Avant 1999 - ISAAC Motorsports
Nommée en l’honneur du physicien Sir Isaac Newton, l’entreprise ISAAC Motorsports se spécialisait dans le domaine de la course automobile. La technologie de cette dernière permettait de recueillir et de traiter les données des véhicules de course afin d’en augmenter leur performance.
Après 1999 - ISAAC Instruments
Incorporé le 1er février 1999, ISAAC Motorsports change de nom pour ISAAC Instruments et réoriente ses activités vers l’évaluation des performances de véhicules routiers. Les manufacturiers de véhicules automobiles se tournaient alors vers la technologie d’ISAAC Instruments pour tester leurs prototypes et véhicules en préproduction. Parmi ces clients figurent General Motors, Ford, Chrysler, Honda, Toyota, John Deere et Caterpillar.
En 2008, les constructeurs automobiles subissent les répercussions de la crise économique et ISAAC voit une forte baisse du volume d’affaires provenant de ce secteur. Simultanément, les gestionnaires de parcs de véhicules font face à une augmentation importante du prix du carburant et cherchent à diminuer leurs frais d’exploitation. ISAAC Instruments réoriente s'adapte afin de permettre aux parcs de véhicules de faire le suivi de la performance des chauffeurs et des véhicules.
En 2010, ISAAC Instruments perce le marché minier et permet aux minières d’instrumenter leurs flottes mixtes d’équipement souterrains et à ciel ouvert, lourds et légers, mobiles et fixes.
Aujourd’hui, ISAAC Instruments focalise sur les marchés du transport de marchandises et des mines, ce qui lui permet de concentrer ses efforts de développement technologique[non neutre].